# 陽平関の戦い
陽平関の戦い（ようへいかんのたたかい）は、中国の後漢末期に起きた争乱のひとつ。215年、曹操が漢中を支配する五斗米道の張魯を陽平関（現在の陝西省漢中市勉県）で撃破し、漢中制圧の道を開いた戦い。

## 背景
211年、曹操は潼関の戦いに大勝利し、その威信を完全に回復した。これにより西方の憂いが消えた曹操が次に狙ったのは漢中であり、漢中を落とせば蜀も視野に入る。
一方214年5月、成都に無血入城した劉備はいち早く蜀を足場とした。7月に孫権は荊州割譲を求めて劉備に使者を出すも、劉備は取り合わなかった。劉備と孫権との間でにわかに荊州争奪の争いが生じ、曹操は荊州争奪の争いを横目に漢中へ侵攻した。

## 漢中占領
峻険な山々に囲まれ天然の要害となっていた漢中は劉邦ゆかりの漢の国名に由来する地であり、戦略的にも関中と蜀をつなぐ重要な地であった。難攻不落の要衝である陽平関を突破できず、曹操軍は足止めを余儀なくされた。一方、これを迎え撃つ張魯は、出兵すれば多大な犠牲が出ることを恐れ戦には消極的であったが、軍権を任されていた弟にあたる張衛の強硬的な判断によって出兵が断行された。はじめ、張衛軍は曹操軍を劣勢に追い込み、曹操は形勢不利と見て撤退を開始した。曹操は劉曄の提案に従い再び陽平関を攻め、曹操が撤退したと思い油断していた張衛軍を夜襲と弓矢の大規模な攻撃で大いに破った。張衛は逃走し、曹操は陽平関を占領した。
董昭らの上奏文では、曹操軍の夜襲は偶然だとしている。曹操は本気で撤退を決めており、夏侯惇・許褚に山上に陣取る先鋒の高祚軍を引き揚げさせた。曹操軍が撤退することを知った張衛は警戒を解いたが、夜中に数千頭の鹿が陣に飛び込んできて張衛軍は仰天した。さらに撤退中の高祚軍は夜中のために道に迷い、知らず知らずのうちに張衛の陣に迷い込んでいた。少数の高祚軍は味方を呼ぶために軍鼓を打ち鳴らしたが、張衛軍はそれを曹操軍の夜襲と勘違いして大混乱に陥った。後続軍の監督をしていた劉曄はここで攻めれば張衛を打ち破れると判断し、早馬で曹操に再攻撃を進言した。ここで曹操は再攻撃を決意し、大量の弩をもって敵陣を攻撃して張衛を撃破したとされている。
陽平関が落とされたと知るや張魯は巴中へ敗走を決めたが、このとき彼は兵糧や宝物を倉に貯めたまま手をかけず、無傷で残したとされる。その後曹操は降伏した張魯の行いを賞賛し、鎮南将軍に任じ遇した。
曹操陣営では「勝利の勢いに乗って蜀へなだれ込むべきだ」という臣下の意見も出たが、曹操はこれ以上の欲は持つべきではなく、漢中制圧という目的は達成したと素早く軍を引き揚げたという。